# Altopascio
Altopascio är en ort och kommun i provinsen Lucca i regionen Toscana i Italien. Kommunen hade 15 532 invånare (2018).